# 多利留姆戰役 (1097年)

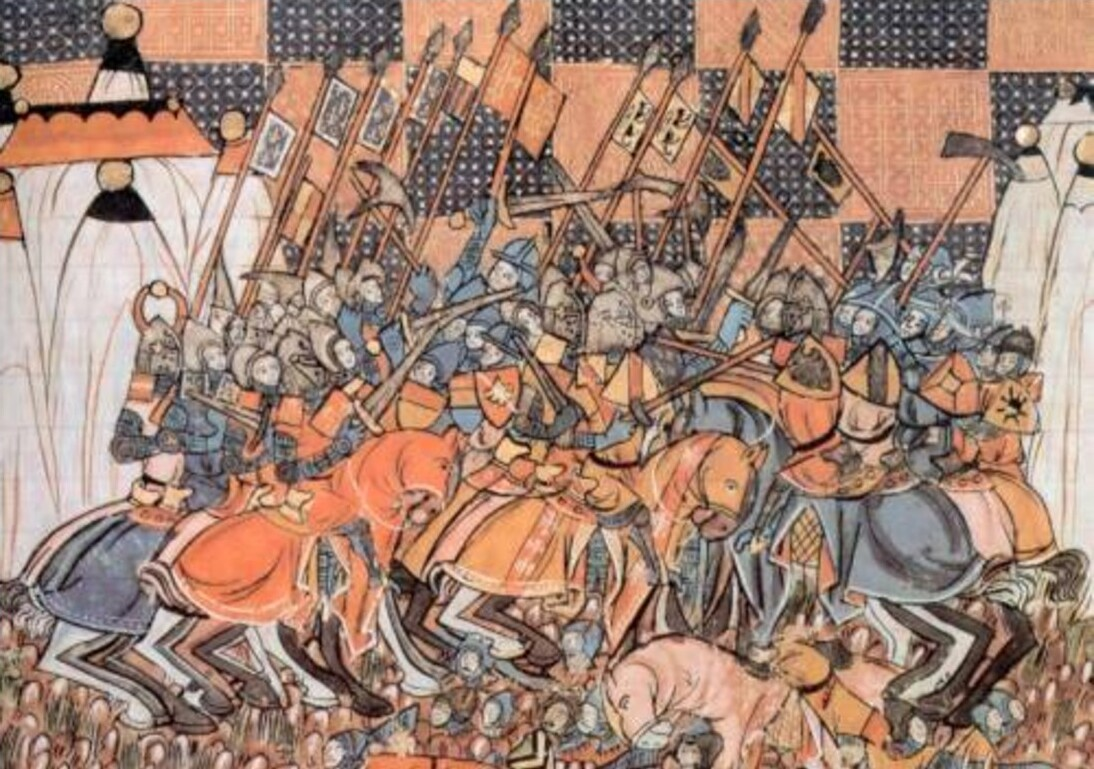
多利留姆戰役

多利留姆戰役（英語：Battle of Dorylaeum）發生在1097年7月1日第一次十字軍東征期間，十字軍和塞爾柱突厥人在安納托利亞多利留姆附近發生。儘管基利傑阿爾斯蘭的突厥軍隊幾乎摧毀了博希蒙德的十字軍特遣隊，但其他十字軍部队及時趕到，扭轉了戰局，最终取得了胜利。